# American-Airlines-Flug 1502
Der American-Airlines-Flug 1502 (Flugnummer: AA1502, Funkrufzeichen: AMERICAN 1502) war ein Trainingsflug der American Airlines. Auf dem Flug, der auf dem New York Idlewild International Airport beginnen und enden sollte, verunglückte am 28. Januar 1961 eine Boeing 707-123 im Atlantischen Ozean bei Montauk, Long Island, New York. Bei dem Unfall kamen alle sechs Menschen an Bord ums Leben. Die Unfallursache konnte nie ermittelt werden.

## Maschine
Bei der verunglückten Maschine handelte es sich um eine Boeing 707-123, die im Jahr 1958 im Werk von Boeing auf dem Boeing Field im US-Bundesstaat Washington als die 8. Boeing 707 aus laufender Produktion mit der Werknummer 17629 endmontiert wurde. Der Erstflug der Maschine erfolgte am 2. November 1958, am 23. Januar 1959 wurde sie an die American Airlines ausgeliefert, wo sie mit dem Luftfahrzeugkennzeichen N7502A und dem Taufnamen Flagship Oklahoma in Betrieb ging. Das vierstrahlige Langstrecken-Schmalrumpfflugzeug war mit vier Turbojettriebwerken des Typs Pratt & Whitney JT3C-6 ausgestattet.

## Insassen
Auf dem Trainingsflug befand sich eine sechsköpfige Besatzung an Bord der Maschine, bestehend aus den Flugkapitänen Lloyd D. Reinhard, Robert Hinman, John B. Coyne und Herbert J. Thing Jr., dem Prüfkapitän Harold Engh und dem Auszubildenden Howard Loren Sturdy.

## Unfallhergang
Die Maschine hob um 11:57 Uhr Ortszeit mit der sechsköpfigen Besatzung an Bord vom New York-Idlewild Airport ab und ging entlang der Küste von Long Island in den Steigflug. Etwa 23 Minuten nach dem Start rollte die Maschine nach links, geriet in einen Sturzflug und stürzte fünf Meilen vor der Küste von Montauk Point in den Atlantischen Ozean. Nur einige wenige Trümmerteile konnten nach dem Absturz geborgen werden. Alle sechs Besatzungsmitglieder kamen ums Leben.

## Ursache
Die exakte Unfallursache konnte nie ermittelt werden. Es wurde vermutet, dass es entweder zum Kontrollverlust gekommen war, nachdem die Besatzung ein Triebwerk heruntergefahren hatte, um einen Triebwerksausfall zu simulieren, oder dass sie ein Flugmanöver eingeleitet hatten, welches eine Auftriebshilfenstellung von 30° erfordert hätte. Es konnte ebenfalls nicht ausgeschlossen werden, dass zwei der vier Triebwerke beim Aufprall außer Betrieb gewesen waren.